# 浜中謙
浜中 謙（はまなか けん、1989年5月21日 - ）は、日本のプロバスケットボール指導者である。名古屋ダイヤモンドドルフィンズのアシスタントコーチを務めている。

## 来歴
東海大学菅生高校で3年次にインターハイ、ウィンターカップ出場。
高校卒業後はハワイ東海インターナショナルカレッジに留学し、ウェストバージニア大学でマネージャーに転じる。
卒業後はライコミングカレッジアシスタントコーチとして指導者のキャリアを始める。
2014年に帰国し、ライジング福岡アシスタントコーチに就任。
2016年、琉球ゴールデンキングスアシスタントコーチに就任。
2019年、サンロッカーズ渋谷アシスタントコーチに就任。
2022年12月23日付で伊佐勉ヘッドコーチの退団を受け、代行を務める。12月27日よりヘッドコーチに昇格。2023年5月15日今季限りでの契約満了を発表。
2023年6月、名古屋ダイヤモンドドルフィンズアシスタントコーチに就任。